# 1100-річчя літописного Чернігова (монета)
«1100-рі́ччя літопи́сного Черні́гова» — ювілейна монета номіналом 5 гривень, випущена Національним банком України в 2007 році з нагоди 1100-річчя першої літописної згадки про Чернігів — центр східнослов'янського племені сіверян, який з кінця IX ст. увійшов до складу Київської Русі і був найважливішим і найбагатшим містом після Києва.
Монету введено в обіг 17 вересня 2007 року. Вона належить до серії «Стародавні міста України».

## Опис монети та характеристики
| Номінал грн. | Метал      | Маса, г | Діаметр, мм | Якість виготовлення       | Гурт     | Тираж, штук |
| ------------ | ---------- | ------- | ----------- | ------------------------- | -------- | ----------- |
| 5            | нейзильбер | 16,54   | 35,0        | спеціальний анциркулейтед | рифлений | 45 000      |

### Аверс
На аверсі монети зображено мечі та стилізований фрагмент шиферної плити, знайдені під час археологічних розкопок на території Чернігова, угорі — малий Державний Герб України, над яким півколом розміщено напис «НАЦІОНАЛЬНИЙ БАНК УКРАЇНИ», унизу — «5 ГРИВЕНЬ», рік карбування — «2007» і логотип Монетного двору Національного банку України (праворуч).

### Реверс

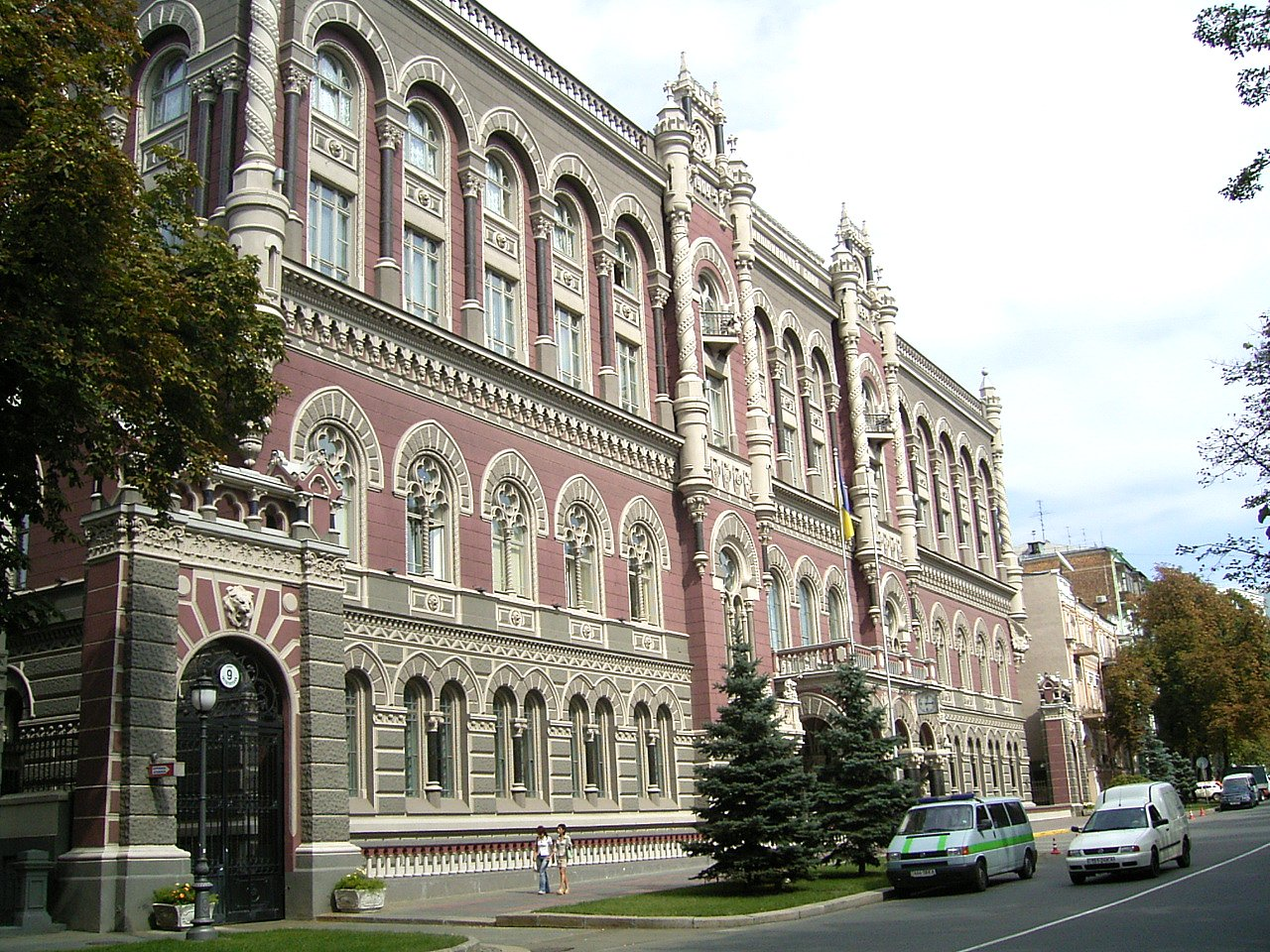
Будівля Національного банку України

На реверсі монети розміщено стилізовану композицію — на книзі зображено дитинець давньоруського Чернігова, над якою — герб міста, на тлі книги напис — «1100/РОКІВ», унизу — «ЛІТОПИСНОМУ ЧЕРНІГОВУ».

## Автори
- Художник — Володимир Дем'яненко;
- Скульптори: Володимир Атаманчук, Володимир Дем'яненко.

## Вартість монети
Ціна монети — 20 гривень, була вказана на сайті Національного банку України у 2013 році.
Фактична приблизна вартість монети, з роками змінювалася так:
| Рік        | 2010 | 2011 | 2012 | 2013 | 2014 | 2015 | 2016 | 2017 | 2018 | 2019 | 2020 | 2021 | 2022 | 2023 | 2024 | 2025 |
| ---------- | ---- | ---- | ---- | ---- | ---- | ---- | ---- | ---- | ---- | ---- | ---- | ---- | ---- | ---- | ---- | ---- |
| Ціна, грн. | 30   | 30   | 30   | 35   | 35   | 40   | 75   | 85   | 105  | 100  | 115  | 140  | 140  | 170  | 240  | 270  |